# Elias Hankach
Elias Hankach, ou Hankache, né en 1977, est un homme politique libanais du parti Kataëb.

## Biographie
Il est élu député à la Chambre des députés (Liban) aux Élections législatives libanaises de 2018. Il démissionne après les explosions du 4 août 2020 au port de Beyrouth, en signe de protestation contre l'incurie gouvernementale, de même que le font les autres députés de son parti.